# 李叔同故居
李叔同故居为现代中国著名艺术家、艺术教育家、著名的佛教僧侣李叔同在中国天津的故居，位于原天津市河北区粮店后街60号，是一处呈“田”字形的清代四合院。该建筑已经重建，目前是天津市文物保护单位。

## 历史
1880年，李叔同出生在天津粮店后街的地藏庵附近。当时这一带是商人聚居区，他父亲正在天津经营盐业和钱庄，家道殷实，两三年后，又在粮店后街山西会馆斜对面（60号）购置了这处四合院宅邸，其中有60余间房屋，被称为“桐达李家”。后来，李叔同故居变成了大杂院，除李叔同卧室外，原有面貌均已改变。2007年，李叔同故居拆除重建。